# Dompierre-sur-Chalaronne
Dompierre-sur-Chalaronne település Franciaországban, Ain megyében. Lakosainak száma 453 fő (2022. január 1.). Dompierre-sur-Chalaronne L’Abergement-Clémenciat, Baneins és Saint-Étienne-sur-Chalaronne községekkel határos.

## Népesség
A település népességének változása:
| Lakosok száma | 156  | 183  | 268  | 346  | 402  | 429  | 435  | 436  | 436  | 453  |
|               | 1968 | 1982 | 1990 | 2006 | 2013 | 2015 | 2017 | 2019 | 2020 | 2022 |